# Liste des matchs de l'équipe d'Israël de football par adversaire
Cette liste présente les matchs de l'équipe d'Israël de football par adversaire rencontré. Lorsqu'une rivalité footballistique particulière existe entre Israël et un autre pays, une page spécifique est parfois proposée.
- Haut – A
- B
- C
- D
- E
- F
- G
- H
- I
- J
- K
- L
- M
- N
- O
- P
- Q
- R
- S
- T
- U
- V
- W
- X
- Y
- Z

## A

### Albanie
Confrontations entre l'Albanie et l'Israël :
| Date             | Lieu    | Match            | Score | Compétition                                          |
| 12 novembre 2016 | Elbasan | Albanie - Israël | 0-3   | Qualification pour la Coupe du monde 2018 (groupe G) |
| 11 juin 2017     | Haifa   | Israël - Albanie | 0-3,  | Qualification pour la Coupe du monde 2018 (groupe G) |

Bilan
- Total de matchs disputés : 2
- Victoires de l'équipe d'Albanie : 1
- Victoires de l'équipe d'Israël : 1
- Match nul : 0

### Andorre
| Date             | Lieu                       | Match            | Score  | Compétition                     |
| 6 septembre 2006 | Nimègue Pays-Bas           | Israël - Andorre | 4 - 1  | Qualifications pour l'Euro 2008 |
| 6 juin 2007      | Andorre-la-Vieille Andorre | Andorre - Israël | 0 - 2, | Qualifications pour l'Euro 2008 |

Bilan
- Total de matchs disputés : 2
- Victoires de l'équipe d'Andorre : 0
- Victoires de l'équipe d'Israël : 2
- Match nul : 0

### Australie
| Date             | Lieu                | Match              | Score  | Compétition                                |
| 4 décembre 1969  | Tel-Aviv Israël     | Israël - Australie | 1 - 0, | Qualifications pour la Coupe du monde 1970 |
| 14 décembre 1969 | Sydney Australie    | Australie - Israël | 1 - 1, | Qualifications pour la Coupe du monde 1970 |
| 10 novembre 1970 | Tel-Aviv Israël     | Israël - Australie | 0 - 1  | Match amical                               |
| 11 novembre 1971 | Brisbane Australie  | Australie - Israël | 2 - 2, | Match amical                               |
| 14 novembre 1971 | Sydney Australie    | Australie - Israël | 1 - 0  | Match amical                               |
| 21 novembre 1971 | Melbourne Australie | Australie - Israël | 1 - 3, | Match amical                               |
| 28 mai 1974      | Jaffa Israël        | Israël - Australie | 2 - 0, | Match amical                               |
| 3 novembre 1976  | Tel-Aviv Israël     | Israël - Australie | 1 - 1, | Match amical                               |
| 12 février 1977  | Melbourne Australie | Australie - Israël | 1 - 1  | Match amical                               |
| 16 février 1977  | Sydney Australie    | Australie - Israël | 1 - 1  | Match amical                               |
| 2 décembre 1980  | Beer Sheva Israël   | Israël - Australie | 0 - 1, | Match amical                               |
| 8 octobre 1985   | Tel-Aviv Israël     | Israël - Australie | 1 - 2  | Qualifications pour la Coupe du monde 1986 |
| 20 octobre 1985  | Melbourne Australie | Australie - Israël | 1 - 1, | Qualifications pour la Coupe du monde 1986 |
| 19 mars 1989     | Tel-Aviv Israël     | Israël - Australie | 1 - 1, | Qualifications pour la Coupe du monde 1990 |
| 16 avril 1989    | Sydney Australie    | Australie - Israël | 1 - 1  | Qualifications pour la Coupe du monde 1990 |

Bilan
- Total de matchs disputés : 15
- Victoires de l'équipe d'Australie : 4
- Victoires de l'équipe d'Israël : 3
- Match nul : 8

## B

### Brésil
| Date          | Lieu     | Match           | Score  | Compétition  |
| 19 mai 1963   | Tel Aviv | Israël - Brésil | 0 - 5, | Match amical |
| 1er juin 1987 | Tel Aviv | Israël - Brésil | 0 - 4  | Match amical |
| 17 mai 1995   | Tel Aviv | Israël - Brésil | 1 - 2, | Match amical |

Bilan
- Total de matchs disputés : 3
- Victoires de l'équipe du Brésil : 3
- Victoires de l'équipe d'Israël : 0
- Match nul : 0

## E

### Espagne
| Date            | Lieu             | Match            | Score  | Compétition                                |
| 14 octobre 1998 | Tel Aviv Israël  | Israël - Espagne | 1 - 2, | Qualifications pour l'Euro 2000            |
| 10 octobre 1999 | Albacete Espagne | Espagne - Israël | 3 - 0, | Qualifications pour l'Euro 2000            |
| 7 octobre 2000  | Madrid Espagne   | Espagne - Israël | 2 - 0  | Qualifications pour la Coupe du monde 2002 |
| 6 juin 2001     | Tel Aviv Israël  | Israël - Espagne | 1 - 1, | Qualifications pour la Coupe du monde 2002 |

Bilan
- Total de matchs disputés : 4
- Victoires de l'équipe d'Espagne : 3
- Victoires de l'équipe d'Israël : 0
- Matchs nuls : 1

## F

### France
| Date             | Lieu               | Match           | Score  | Compétition                                |
| 27 janvier 1988  | Tel-Aviv Israël    | Israël - France | 1 - 1, | amical                                     |
| 17 février 1993  | Tel-Aviv Israël    | Israël - France | 0 - 4, | Qualifications pour la Coupe du monde 1994 |
| 13 octobre 1993  | Paris France       | France - Israël | 2 - 3, | Qualifications pour la Coupe du monde 1994 |
| 29 mars 1995     | Tel-Aviv Israël    | Israël - France | 0 - 0, | Qualifications pour l'Euro 1996            |
| 15 novembre 1995 | Caen France        | France - Israël | 2 - 0, | Qualifications pour l'Euro 1996            |
| 2 avril 2003     | Palerme Italie     | Israël - France | 1 - 2, | Qualifications pour l'Euro 2004            |
| 11 octobre 2003  | Saint-Denis France | France - Israël | 3 - 0  | Qualifications pour l'Euro 2004            |
| 4 septembre 2004 | Saint-Denis France | France - Israël | 0 - 0, | Qualifications pour la Coupe du monde 2006 |
| 29 mars 2005     | Tel-Aviv Israël    | Israël - France | 1 - 1  | Qualifications pour la Coupe du monde 2006 |

Bilan
- Total de matches disputés : 9
- Victoires de l'équipe de France : 4
- Matches nuls : 4
- Victoire de l'équipe d'Israël : 1
- Nombres de buts pour la France : 15
- Nombre de buts pour Israël : 6

## I

### Italie
| Date         | Lieu   | Match           | Score | Compétition                    |
| 11 juin 1970 | Toluca | Italie - Israël | 0 - 0 | Coupe du monde 1970 (Groupe B) |

Bilan
- Total de matchs disputés : 1
- Victoires de l'équipe d'Israël : 0
- Victoires de l'équipe d'Italie : 0
- Match nul : 1

## J

### Japon
Confrontations entre l'Israël et le Japon :
| Date             | Lieu     | Match          | Score     | Compétition                                                                         |
| 16 mai 1973      | Séoul    | Israël - Japon | 2-1       | Qualifications pour la Coupe du monde 1974 - 1er tour (Zone A - Match préliminaire) |
| 26 mai 1973      | Séoul    | Israël - Japon | 1-0 a.p., | Qualifications pour la Coupe du monde 1974 - 1er tour (Zone A - 1/2 Finale)         |
| 7 septembre 1974 | Téhéran  | Israël - Japon | 3-0,      | Match amical                                                                        |
| 6 mars 1977      | Tel Aviv | Israël - Japon | 2-0       | Qualifications pour la Coupe du monde 1978 - 1er tour (Groupe 2)                    |
| 10 mars 1977     | Tel Aviv | Japon - Israël | 0-2,      | Qualifications pour la Coupe du monde 1978 - 1er tour (Groupe 2)                    |

Bilan
Total de matchs disputés : 5
- Victoires de l'équipe d'Israël : 5
- Match nul : 0
- Victoire de l'équipe du Japon : 0

## M

### Moldavie
| Date        | Lieu           | Match             | Score  | Compétition  |
| 6 juin 2017 | Netanya Israël | Israël - Moldavie | 1 - 1, | Match amical |

Bilan
- Total de matchs disputés : 1
- Victoires de l'équipe d'Israël : 0
- Victoires de l'équipe de Moldavie : 0
- Match nul : 1

## P

### Pays-Bas
| Date            | Lieu            | Match             | Score  | Compétition  |
| 26 janvier 1965 | Tel Aviv Israël | Israël - Pays-Bas | 0 - 1, | Match amical |
| 28 janvier 1970 | Tel Aviv Israël | Israël - Pays-Bas | 0 - 1  | Match amical |
| 22 février 1978 | Tel Aviv Israël | Israël - Pays-Bas | 1 - 2  | Match amical |
| 4 janvier 1989  | Tel Aviv Israël | Israël - Pays-Bas | 0 - 2  | Match amical |

Bilan
- Total de matchs disputés : 4
- Victoires de l'équipe d'Israël : 0
- Victoires de l'équipe des Pays-Bas : 4
- Match nul : 0

### Portugal
| Date             | Lieu              | Match             | Score  | Compétition                                |
| 28 octobre 1980  | Tel-Aviv Israël   | Israël - Portugal | 4 - 1  | Qualifications pour la Coupe du monde 1982 |
| 17 décembre 1980 | Lisbonne Portugal | Portugal - Israël | 3 - 0, | Qualifications pour la Coupe du monde 1982 |
| 18 novembre 1998 | Setúbal Portugal  | Portugal - Israël | 2 - 0, | Match amical                               |
| 15 novembre 2000 | Braga Portugal    | Portugal - Israël | 2 - 1, | Match amical                               |

Bilan
- Total de matchs disputés : 4
- Victoires de l'équipe du Portugal : 3
- Victoires de l'équipe d'Israël : 1
- Match nul : 0

## R

### Russie
Les rencontres entre ISraël et l'URSS et la CEI sont également comptabilisées.
| Date             | Lieu                    | Match           | Score  | Compétition                                            |
| 11 juillet 1956  | Moscou Union soviétique | URSS - Israël   | 5 - 0  | Éliminatoires des Jeux olympiques de 1956 (Melbourne)  |
| 31 juillet 1956  | Tel Aviv Israël         | Israël - URSS   | 1 - 2  | Éliminatoires des Jeux olympiques de 1956 (Melbourne)  |
| 16 mai 1990      | Tel Aviv Israël         | Israël - URSS   | 3 - 2  | amical                                                 |
| 9 octobre 1990   | Moscou Union soviétique | URSS - Israël   | 3 - 0  | amical                                                 |
| 12 février 1992  | Jérusalem Israël        | Israël - CEI    | 1 - 2  | amical                                                 |
| 24 mars 1993     | Haïfa Israël            | Israël - Russie | 2 - 2, | amical                                                 |
| 9 octobre 1996   | Tel Aviv Israël         | Israël - Russie | 1 - 1  | Qualifications pour la coupe du monde 1998             |
| 8 juin 1997      | Moscou Russie           | Russie - Israël | 2 - 0  | Qualifications pour la coupe du monde 1998             |
| 23 février 2000  | Haïfa Israël            | Israël - Russie | 4 - 1, | amical                                                 |
| 16 août 2000     | Moscou Russie           | Russie - Israël | 1 - 0  | amical                                                 |
| 20 août 2003     | Moscou Russie           | Russie - Israël | 1 - 2, | amical                                                 |
| 7 octobre 2006   | Moscou Russie           | Russie - Israël | 1 - 1, | Éliminatoires du championnat d'Europe de football 2008 |
| 17 novembre 2007 | Ramat Gan Israël        | Israël - Russie | 2 - 1, | Éliminatoires du championnat d'Europe de football 2008 |

Bilan
- Total de matchs disputés : 13
- Victoires de l'équipe de Russie/URSS/CEI : 6
- Victoires de l'équipe d'Israël : 4
- Matchs nuls : 3

## S

### Slovaquie
| Date             | Lieu                 | Match              | Score  | Compétition                     |
| 12 octobre 1994  | Tel Aviv Israël      | Israël - Slovaquie | 2 - 2, | Qualifications pour l'Euro 1996 |
| 6 septembre 1995 | Košice Slovaquie     | Slovaquie - Israël | 1 - 0  | Qualifications pour l'Euro 1996 |
| 18 août 1998     | Bratislava Slovaquie | Slovaquie - Israël | 1 - 0  | Amical                          |

Bilan
- Total de matchs disputés : 3
- Victoires de l'équipe d'Israël : 0
- Victoires de l'équipe de Slovaquie : 2
- Matchs nuls : 1

### Suisse
| Date             | Lieu            | Match           | Score  | Compétition                                            |
| 14 février 1968  | Tel Aviv Israël | Israël - Suisse | 2 - 1  | Match amical                                           |
| 19 mai 1987      | Aarau Suisse    | Suisse - Israël | 1 - 0  | Match amical                                           |
| 16 décembre 1987 | Tel Aviv Israël | Israël - Suisse | 0 - 2, | Match amical                                           |
| 9 octobre 2004   | Tel Aviv Israël | Israël - Suisse | 2 - 2  | Qualifications pour la Coupe du monde de football 2006 |
| 3 septembre 2005 | Bâle Suisse     | Suisse - Israël | 1 - 1  | Qualifications pour la Coupe du monde de football 2006 |
| 6 septembre 2008 | Tel Aviv Israël | Israël - Suisse | 2 - 2, | Qualifications pour la Coupe du monde de football 2010 |
| 14 octobre 2009  | Bâle Suisse     | Suisse - Israël | 0 - 0  | Qualifications pour la Coupe du monde de football 2010 |

Bilan
- Total de matchs disputés : 7
- Victoires de l'équipe de Suisse : 2 (28,57 %)
- Victoires de l'équipe d'Israël : 1 (14,29 %)
- Match nul : 4 (57,14 %)

### Suède
| Date             | Lieu      | Match          | Score | Compétition                                                                           |
| 7 juin 1970      | Toluca    | Suède - Israël | 1 - 1 | Coupe du monde 1970 (Groupe B)                                                        |
| 11 novembre 1992 | Ramat-Gan | Israël - Suède | 1 - 3 | Tours préliminaires à la Coupe du monde de football 1994 (Groupe 6 de la Zone Europe) |
| 2 juin 1993      | Stockholm | Suède - Israël | 5 - 0 | Tours préliminaires à la Coupe du monde de football 1994 (Groupe 6 de la Zone Europe) |

Bilan partiel
- Total des matchs disputés : 3
- Victoires de l'équipe d'Israël : 0
- Victoires de l'équipe de Suède : 2
- Match nul : 1

## U

### Uruguay
| Date        | Lieu   | Match            | Score  | Compétition                    |
| 2 juin 1970 | Puebla | Uruguay - Israël | 2 - 0, | Coupe du monde 1970 (Groupe B) |

Bilan
- Total de matchs disputés : 1
- Victoires de l'équipe d'Israël : 0
- Victoires de l'équipe d'Uruguay : 1
- Match nul : 0